# Georgios Matzaridis
Georgios Matzaridis (griechisch Γεώργιος Ματζαρίδης, * 31. März 2002) ist ein griechischer Mittelstreckenläufer, der sich auf den 800-Meter-Lauf spezialisiert hat.

## Sportliche Laufbahn
Erste internationale Erfahrungen sammelte Georgios Matzaridis im Jahr 2022, als er bei den Balkan-Hallenmeisterschaften in Istanbul in 1:52,98 min den siebten Platz über 800 m belegte und mit der griechischen 4-mal-400-Meter-Staffel nach 3:29,48 min auf Rang vier einlief. Im Jahr darauf belegte er bei den U23-Mittelmeer-Hallenmeisterschaften in Valencia in 1:54,39 min den siebten Platz über 800 Meter und im Juli gelangte er bei den Balkan-Meisterschaften in Kraljevo mit 1:50,36 min auf den sechsten Platz. 2024 belegte er bei den Balkan-Meisterschaften in Izmir in 3:46,31 min den vierten Platz im 1500-Meter-Lauf und im Jahr darauf wurde er bei der 1. Liga der Team-Europameisterschaft in Madrid in 3:49,76 min 16. Anschließend belegte er bei den Balkan-Meisterschaften in Volos in 3:44,37 min den fünften Platz.
2022 wurde Matzaridis griechischer Hallenmeister im 800-Meter-Lauf.

## Persönliche Bestleistungen
- 800 Meter: 1:49,08 min, 17. Juni 2023 in Wien
  - 800 Meter (Halle): 1:50,74 min, 11. Februar 2023 in Piräus
- 1500 Meter: 3:44,37 min, 26. Juli 2025 in Volos
  - 1500 Meter (Halle): 3:49,94 min, 27. Januar 2024 in Apeldoorn